# Hokej na ledu
Hokej na ledu je moštveni zimski šport. Na ledu igrata dve moštvi s po šestimi igralci. Igra se 3x20 minut z možnostjo podaljška in kazenskih strelov ob neodločenem rezultatu. Zmaga moštvo, ki večkrat zabije plošček skozi vrata.

## Zgodovina
Hokej naj bi se razvil iz igre bandy, ki se je prvič pojavila v Angliji v 19. stoletju, ta pa iz igre ki so jo igrali severnoameriški indijanci. Nekaj podobnega so menda igrali v srednjem veku tudi v Holandiji, igra se je imenovala colver. Najverjetneje pa je na razvoj hokeja vplivalo še nekaj različic iger na ledu.
Po pravilih hokeja na ledu je bila prva tekma odigrana že 3. marca 1874, z leseno ploščico, leta 1908 pa so v Parizu ustanovili Mednarodno zvezo za hokej na ledu - IIHF (International ice hockey federation).  
Leta 1910 je bilo prvo prvenstvo Evrope v Švici, kjer je zmagala Anglija, leta 1924 je bilo v Chamonixu, v okviru zimskih olimpijskih iger, tudi prvo uradno svetovno prvenstvo, kjer je zmagala Kanada.

## Drsališče
Prostor, na katerem se odvija hokejska tekma, se imenuje drsališče. To je umetno zaledenela površina, katere največje dovoljene mere so 61 x 30 metrov, najmanjše pa 56 x 26 metrov in morajo imeti oglišča zaobljena v loku polmera od 7 do 8,5 metrov. Razdeljeno je na tri enake tretjine, od katerih sta dve napadalno/obrambni (odvisno od perspektive), srednja je nevtralna, med seboj pa so ločene s 30 cm široko modro črto.

### Ograde in zaščita
Ograjeno mora biti z leseno ali plastično ogrado višine od 1,17 do 1,22 metra, merjeno od višine ledu in imeti vsa vrata, ki omogočajo dostop na ledeno ploščo z odpiranjem navznoter. Na spodnjem delu ograde mora biti nameščena posebna odbojna plošča rumene barve. Na ogradi ne sme biti nikakršnih neravnih površin ali izboklin, ki bi lahko poškodovale igralce, razmik med ploščami, iz katerih je sestavljena ograda pa ne sme biti več kot 3 mm. Za vrati je obvezno zaščitno steklo, visoko od 160 do 200 cm, raztezati pa se mora vsaj 4 metre od črte vrat do sredine drsališča. Med steklenimi ploščami je lahko največ 8 mm široka reža. Zaščitno steklo višine od 80 do 120 cm mora biti nameščeno tudi drugje, le na mestu, kjer so klopi za igralce to ni potrebno. Robovi, kjer se konča zaščitno steklo morajo biti oblazinjeni, da bi se preprečile poškodbe igralcev. Za vrati morajo biti nad zaščitnim steklom nameščene zaščitne mreže.

### Oznake na drsališču
Drsališče je po širini razdeljeno s petimi črtami, narisanimi na ledu, ki se nadaljujejo tudi navpično po ogradi in so široke 5 in 30 cm. Kjer so na ogradi dovoljene reklame, mora biti črta vidna vsaj na odbojni plošči.
Tretjine ločujeta 30 cm široki modri črti, sredino 30 cm široka rdeča črta, dve črti, ki se imenujeta »črta vrat« pa označujeta linijo, na kateri mora biti postavljen gol. Ti dve črti morata biti vsaj 4 m oddaljeni od koncev drsališča, široki 5 cm in rdeče barve.
Poleg črt so na drsališču narisani tudi štirje krogi za izvajanje začetnih metov, ter krog na sredini drsališča, poleg njih pa še devet točk za izvajanje začetnih metov (od katerih so štiri v krogih za izvajanje začetnih metov, ena v sredinskem krogu ter štiri v nevtralni tretjini.
Krogi za izvajanje začetnih metov so namenjeni postavitvi igralcev za izvajanje začetnih metov. V obeh krajnih tretjinah in na obeh straneh vrat so z rdečo barvo narisane točke za začetne mete in krogi okoli njih. Krog ima premer 60 cm, krožnica pa je debela 5 cm. Na nasprotnih straneh obeh krogov morata biti zrcalno narisani oznaki v obliki črke »L«, krogi pa morajo imeti od sredine točk za izvajanje začetnih metov polmer 4,5 m, narisani pa morajo biti s 5 cm široko rdečo črto.
Točno v sredini drsališča je modra točka s premerom 30 cm, okoli katere je s 5 cm široko modro črto narisan krog s polmerom 4,5 m.
Znotraj nevtralne tretjine sta 1,5 m od vsake modre črte, v enaki razdalji od stranske ograde, kot točki za izvajanje začetnih metov narisana rdeča kroga s premerom 60 cm.
Del igrišča, znan kot »sodniški prostor«, je polkrog, ki ga na eni strani omejuje ograda, lok pa omejuje 5 cm široka rdeča črta. Polmer tega kroga, ki se nahaja pred zapisnikarsko klopjo, mora biti 3 m.
Pred vsakim golom je s 5 cm široko rdečo črto označen polkrog s premerom 180 cm, imenovan »vratarjev prostor«, katerega površina mora biti svetlo modro obarvana. Površina notranjosti gola od črte vrat do kovinskega dela mora biti obarvana belo. Vratarjev prostor obsega celoten očrtan prostor, vključno z linijo, ki se nadaljuje 1,27 m v višino do vrha zgornje prečke okvirja vrat.
Na krožnici se na stičišču namišljene linije, dolge 122 cm, od črte vrat do roba polkroga, nahajata dve oznaki v obliki črke »L« s krakoma dolžine 15 cm.

## Klopi
Ob drsališču so za ogrado na eni strani dolge strani nameščene klopi za igralce, nasproti njim na drugi strani drsališča pa klopi za izključene igralce. Na krajši strani drsališča mora biti za ogrado klop za sodnika za golom.

### Klopi za igralce
Vsaka klop za igralce mora biti opremljena z dvojimi vrati, od katerih morajo biti ena v nevtralni tretjini, zavarovane pa morajo biti pred vstopom kogar koli razen igralcev in uradnih spremljevalcev moštva. Namestitev klopi in vrat mora biti pri obeh moštvih enaka. Klopi za igralce morajo biti na isti strani igralne površine, nasproti klopi za kazni, in morajo biti ločene, primerno oddaljene med seboj oziroma pregrajene ter v primerni oddaljenosti od garderob. Začetek klopi za igralce mora biti 2 m oddaljen od srednje rdeče črte, klopi pa so dolge največ 10 m ter široke 1,5 m, na njih pa mora biti prostora vsaj za 16 igralcev in 6 uradnih spremljevalcev vsakega moštva.

### Klopi za izključene igralce
Vsako drsališče mora biti opremljeno s klopmi ali sedeži za najmanj 5 igralcev za vsako moštvo. Klopi so na vsaki strani zapisnikarske mize na nasprotni strani od klopi za igralce ter morajo meriti najmanj 4 m v dolžino ter 1,5 m v širino. Pristop h klopem za kazni je dovoljen le kaznovanim igralcem ter sodnikom na kazenski klopi.

## Signalne naprave in ure
Vsako drsališče mora biti opremljeno z zapisnikarsko klopjo, sireno, električnim semaforjem (uro), reflektorji ter rdečo in zeleno lučjo, nameščenima za vsakim golom.
Med kazenskima klopema stoji zapisnikarska miza, dolga 5,5 m. Imeti mora sedeže za najmanj 6 ljudi. Za to mizo sedi delgat, ki upravlja s semaforjem, časomerilec in ostali delegati. Vsako drsališče mora biti opremljeno s sireno, ki jo uporablja časomerilec.

### Semafor
Vsako drsališče mora biti opremljeno s semaforjrm, ki gledalcem, igralcem ter sodnikom v vsakem trenutku daje informacije o imenih obeh moštev, igralnem času v tretjinah, ki se šteje v minutah in sekundah od 00.00 do 20.00, preostanku kazni za najmanj dva igralca vsakega moštva, ki se odšteva v minutah in sekundah od 2.00 ali 5.00 proti 00.00, rezultatu, pol minutnih odmorih, ki se odštevajo v sekundah od 30 do 00 ter odmorih med tretjinami, ki se odštevajo v minutah in sekundah od 15.00 do 00.00.
Za vsakimi vrati pa mora biti še rdeča luč, ki jo prižge sodnik za vrati ob doseženem zadetku, ter zelena luč, ki se samodejno prižge, kadar časomerilec ustavi uro.

## Moštva, igralci in oprema
Pred začetkom vsake tekme mora vodja ali tehnični vodja ekipe napisati spisek igralcev z imeni in številkami, ki bodo na tekmi sodelovali. Poleg tega mora napisati ime kapetana in njegovih pomočnikov. Na posamezni tekmi je dovoljeno sodelovanje največ 22 igralcem, od katerih sta 2 vratarja.

### Kapetan ekipe in njegovi pomočniki
Vsako moštvo ima enega kapetana in ne več kot dva namestnika. Kapetan mora imeti na vidnem mestu na sprednjem delu dresa črko »C«, njegov namestnik pa črko »A«. Črka mora biti kontrastne barve in visoka približno 8 cm. Med igro ima pravico sodniku postavljati vprašanja, ki se nanašajo na interpretacijo pravil le kapetan ali njegov pomočnik, ne smeta pa se pritoževati glede kazni. Vsaka pritožba na tem področju se kaznuje z izključitvijo.

### Oprema
Igralska in vratarska oprema sestoji iz palice, drsalk, zaščitne opreme in dresov. Vsa zaščitna oprema razen rokavic, čelad in vratarjevih nožnih ščitnikov se mora nositi pod obleko.
Igralci obeh moštev, razen vratarja, ki lahko nosi čelado drugačne barve, morajo imeti enotno barvo čelad, majic (morajo se nositi zunaj hlač), hlač in nogavic, pri čemer morajo biti rokavi majic in nogavice iste barve. Osnovna barva dresa mora prekrivati približno 80 odstotkov vsakega dela zunanje opreme (razen številk igralcev in imen na majicah). Igralci morajo uporabljati drsalke, namenjene igranju hokeja na ledu, opremljene z varnostno zaščitenim rezilom.
Vsak igralec mora na hrbtni strani dresa nositi svojo številko, veliko od 25 do 30 cm, ter enako številko velikosti 10 cm na obeh rokavih. Izbira številk je omejena od 1 do 98. Število 99 je bilo namreč umaknjeno iz hokeja po upokojitvi legendarnega igralca Wayna Gretzkyja.
Na tekmovanjih, ki jih organizira IIHF, mora vsak igralec nositi svoj priimek na zgornjem delu hrbtne strani dresa, napisanega z 10 cm visoko navadno tipografijo in z velikimi tiskanimi črkami.
Palice
Palice igralcev morajo biti lesene ali iz drugega materiala (aluminij, plastika), ki ga odobri mednarodna hokejska zveza (IIHF). Palice ne smejo imeti nobenih štrlečih delov, držalo mora biti ravno ter robovi zaobljeni. Na palicah je kjerkoli dovoljen lepilni trak za izboljšanje oprijema katere koli barve razen fluorescentne.
- Dimenzije igralske palice:
  - Držalo mora biti ravno: največja dolžina: 163 cm, merjeno od konca do kolena, največja širina 3 cm, največja debelina 2,5 cm
  - Rezilo: največja dolžina: 32 cm, merjeno od konca rezila do kolena, največja širina 7,5 cm, najmanjša širina: 5 cm

Vratar ima posebno palico, ki mora ustrezati enakim predpisom glede materialov in trakov, dimenzije pa so posebej predpisane.
- Dimenzije vratarjeve palice:
  - Držalo mora biti ravno: največja dolžina 163 cm, merjeno od konca do kolena; največja širina 3 cm, največja debelina 2,5 cm.
  - Razširjeni del držala: največja dolžina 71 cm, največja širina 9 cm.
  - Rezilo: največja dolžina 39 cm, merjeno od konca do kolena; največja širina: 9 cm s kolenom. ki ne sme biti širše kot 11,5 cm.

Čelade
Vsi igralci morajo med tekmo, pa tudi med ogrevanjem pred tekmo, nositi zaščitno hokejsko čelado, s pravilno zapetim trakom pod brado, nameščena pa mora biti tako, da je njen sprednji spodnji rob največ 1 cm nad obrvmi. Med brado in trakom za zapenjanje ne sme biti več kot za prst prostora. Če igralec med tekmo izgubi čelado, ne sme sodelovati v igri, dokler njegova čelada ni spet pravilno nameščena in trak pod brado pravilno zapet.
Priporočeno je, da vsi igralci uporabljajo zaščitno masko ali vizir, vsi igralci, rojeni po 31. decembru 1974 pa morajo nositi najmanj vizir, ki odgovarja mednarodnim standardom. Tak vizir mora pokrivati oči in segati do spodnjega roba nosu v sprednji in stranski projekciji. Pri ženskem hokeju morajo vse igralke nositi zaščitno masko, enako pa velja za vse igralce in vratarje v kategoriji do 18 let. Igralcem ni dovoljeno uporabljati obarvanih ali zatemnjenih vizirjev ali zaščitnih mask.
Vsi vratarji morajo nositi posebno hokejsko čelado z zaščitno masko za obraz ali vratarski ščitnik za obraz in glavo. Zaščitne maske za obraz in zaščitne maske vratarjev morajo biti narejene tako, da plošček ne more skozi nobeno odprtino. Če vratar izgubi čelado ali zaščitno masko, mora sodnik takoj prekiniti igro, če pa vratar sname svojo zaščitno čelado ali zaščitno masko z namenom zaustavitve igre medtem, ko ima nasprotno moštvo protinapad njegovo moštvo sodnik kaznuje s kazenskim strelom. V primeru, da vratar sname svojo zaščitno čelado ali zaščitno masko z namenom zaustavitve izvajanja kazenskega strela, njegovo moštvo sodnik kaznuje z zadetkom.
Kadar vratarja med igro v glavo zadene močan strel, mora sodnik igro prekiniti.
Rokavice
Igralske rokavice morajo pokrivati dlan in zapestje ter preprečevati igralcu, da bi igral z golo roko. Vratar ima posebne rokavice, sestavljene iz odbijalke in lovilke.
- Največje mere odbijalke:
  - Dolžina: 38,10 cm
  - Širina: 20,32 cm
- Največje (zunanje) mere lovilke:
  - Višina: 10,16 cm
  - Širina: 20,30 cm
  - Dolžina lovilnega žepa: 46 cm
  - Obseg lovilke ne sme presegati 114,3 cm

Ostali ščitniki
Za vse igralce je priporočljivo, da uporabljajo ščitnik za vrat in grlo, za igralce in vratarje v kategoriji do 18 let pa morajo tovrstne ščitnike obvezno nositi. Prav tako so priporočljivi ščitniki za zobe, vsi igralci v kategoriji do 20 let, ki ne uporabljajo maske za obraz pa morajo obvezno uporabljati po meri narejen ščitnik za zobe.
Vratarjevi nožni ščitniki ne smejo biti na nobenem delu širši od 28 cm.

## Plošček
Plošček ali puck (izgovorjava: pak) je posebna ploščica, ki se uporablja za igranje hokeja na ledu. Izdelan je iz vulkanizirane gume ali kakega drugega dovoljenega materiala. Priporočljiva je črna barva.
- Dimenzije ne smejo presegati:
  - premera 7,62 cm
  - debeline  2,54 cm
  - teža: od 156 g do 170 g

Plošček je lahko potiskan, vendar tisk ne sme presegati premera 4,5 cm ali 35 % površine ploščka na vsaki strani.

## Sodniki
V hokeju spadajo med sodnike:
- glavni sodnik
- dva linijska sodnika
- dva sodnika za vrati
- zapisnikar (z enim ali dvema pomočnikoma)
- časomerilec
- napovedovalec
- dva sodnika na kazenski klopi
- razsodnik za videoposnetke

Vsi glavni in linijski sodniki morajo biti oblečeni v črne hlače ter uradni jopič z navpičnimi črnimi in belimi črtami. Glavni sodnik mora na zgornjem delu rokavov jopiča nositi rdeče rokavčke, široke 8 cm (le če so trije sodniki). Vsi sodniki na ledu morajo nositi drsalke in črno hokejsko čelado z vizirjem. Opremljeni morajo biti z odgovarjajočo piščalko in kovinskim tračnim metrom, dolgim najmanj 2 m.
Naloga sodnika za črte (linijski sodnik) je predvsem dosojanje prekrškov, ki zadevajo črte (prepovedani položaj (t. i. offside), prepovedani dolgi strel (icing)), izvajajo večino začetnih metov in pomagajo glavnemu sodniku voditi tekmo.
Za vsakimi vrati je po en sodnik. Sodnika za vrati med tekmo ne smeta menjati strani, oblečena pa morata biti v sodniška jopiča. Na
tekmovanjih pod okriljem mednarodne hokejske zveze (IIHF) mora imeti drugačno državljanstvo kot moštvi na ledu. Sodnika za vrati odločata le o tem, ali je ploščica med obema vratnicama pravilno v celoti prešla črto vrat. Če je tako, ustrezno signalizirata glavnemu sodniku. To storita s pritiskom na gumb, ki prižge rdečo luč za golom, v katerem je končal plošček. Ob spornih zadetkih končno odloči glavni sodnik. Pred tem se lahko posvetuje s sodnikom za vrati ali linijskima sodnikoma.
Sistem razsodnika videoposnetkov se lahko uporabi na zahtevo glavnega sodnika ali razsodnika videoposnetkov. Video podporo lahko uporabi le glavni sodnik. Razsojanje na podlagi videoposnetka ali videopodpore terjajo sledeče situacije:
- Ploščica je prečkala črto vrat
- Ploščica je prečkala črto vrat, preden so bila ta premaknjena
- Ploščica je prečkala črto vrat pred iztekom igralnega časa ali po njem
- Ploščica je bila preusmerjena z roko ali brcnjena v vrata
- Ploščica se je od sodnika odbila v vrata
- Napadalec je udaril ploščico nad višino prečke in jo odbil v vrata
- Določitev točnega časa igre se mora ves čas videti na monitorju razsodnika

## Pravila
Tekma se začne ob vnaprej določenem času z začetnim metom v krogu na sredini drsališča. Začetni met začne tudi vsako tretjino. Moštvi začneta tekmo z branjenjem vrat bliže svoji klopi za igralce, po vsaki tretjini ali podaljšku pa zamenjata strani. Po vsaki tretjini je potrebno očistiti drsališče.

### Menjave
Igralci in vratarji se lahko zamenjajo kadarkoli med igro ali prekinitvijo. Moštvo ne sme med igro v nobenem trenutku imeti na ledu več kot šest igralcev. Če v času menjave igralec, ki vstopa v igro, igra s ploščico ali s telesom ovira nasprotnega igralca oziroma kako drugače pride z njim v stik, preden je igralec, ki izstopa iz igre, popolnoma zapustil led, se dosodi mala kazen v klopi za preveč igralcev na ledu (dvominutna izključitev enega igralca). Če med zamenjavo plošček slučajno zadene igralca, ki izstopa iz igre, se igra ne ustavi in se ne izreče nobena kazen.
Vratar sme zapustiti prostor vrat z namenom, da ga bo zamenjal drug igralec. V tem primeru je zadnji sodnik za črte odgovoren za pravilno menjavo. Menjava je nepravilna, če igralec zapusti klop za igralce, preden je vratar 3 m oddaljen od svoje klopi za igralce. Če je zamenjava prehitra, mora sodnik z znakom piščalke zaustaviti igro, razen če ima ploščico moštvo, ki ne krši pravila. V tem primeru odlaga prekinitev, dokler ploščice ne dobi drugo moštvo. Začetni met se v tem primeru izvaja na sredini igrišča, razen v primerih, kadar bi moštvo, ki je kršilo pravila s tem pridobilo teritorjalno prednost. V tem primeru se začetni met izvaja na mestu, kjer je bila igra zaustavljena.
Če katero koli moštvo poskuša napraviti menjavo, ko preteče njegovih petih sekund, mora sodnik igralce, ki prihajajo na led, napotiti nazaj na klopi za rezervne igralce ter opozoriti trenerja. Vsaka naslednja kršitev tega pravila se kaznuje z malo kaznijo v klopi.
Igralec, ki prestaja kazen na kazenski klopi in bo potem zamenjan, mora po izteku kazni oddrsati prek ledu na svojo klop za igralce, preden je lahko zamenjan.
Med prekinitvami vratarju ni dovoljeno oddrsati do klopi za rezervne igralce, razen med odmorom ali če gre za menjavo. Za kršenje tega pravila je predvidena mala kazen. Zamenjani vratar se lahko vrne v igro takoj, ko se igra nadaljuje.

### Poškodbe
Pri hudih poškodbah, mora glavni sodnik in/ali sodnik za črte takoj prekiniti igro. Poškodovan igralec mora, razen, če gre za
vratarja, zapustiti drsališče in se ne sme vrniti na led do prvega nadaljevanja igre. Če igralec noče zapustiti igrišča, se kaznuje z malo kaznijo. Če je igralec, razen vratarja, poškodovan ali prisiljen zapustiti led med igro, to lahko stori. Zamenja ga soigralec in igra se mora nadaljevati, ne da bi celotno moštvo zapustilo igrišče. Če je kaznovani igralec poškodovan, gre lahko v slačilnico, ne da bi šel na klop za kaznovane igralce. Če je poškodovani igralec kaznovan z malo, veliko kaznijo ali kaznijo igre, mora njegovo moštvo takoj poslati nadomestnega igralca na klop za kaznovane igralce. Ta igralec bo prebil kazen brez zamenjave, razen če ga zamenja poškodovani igralec. Kaznovani igralec, ki je bil poškodovan in zamenjan pri prestajanju kazni, ne more nadaljevati igre, vse dokler se mu kazen ne izteče. Če se poškodovani igralec vrne na led pred iztekom njegove kazni mu sodnik dosodi dodatno kazen.
Če je poškodovan vratar ga mora takoj zamenjati nadomestni vratar, ki nima pravice do ogrevanja. Če sta oba vratarja moštva onesposobljena za igro, ima moštvo 10 minut časa, da pripravi, opremi in ogreje drugega igralca za vlogo vratarja.

## Podaljšek
Na tekmah, kjer mora biti zmagovalec, se ob neodločenem izidu po rednem delu srečanja, igra podaljšek. Tekma se podaljša za pet minut, če pa ena od ekip zadene, je tekma v istem trenutku zaključena. To pravilo se imenuje »pravilo zlatega gola«. Če v podaljšku nobeno moštvo ne doseže zadetka, se izvajajo kazenski streli.

## Odmor
Vsako moštvo lahko v rednem delu tekme ali v podaljšku vzame samo en odmor, v trajanju 30 sekund. Odmor sme v vsakem trenutku zahtevati kateri koli igralec, ki ga določi trener. Sodnik to sporoči časomerilcu igre in ta odmeri 30 sekund. Vsem igralcem, ki so na ledu, razen kaznovanim, vključno z vratarjem, je dovoljeno, da gredo k svoji klopi za igralce. Obe ekipi lahko vzameta svoj tridesetsekundni odmor ob isti prekinitvi igre. Ekipa, ki ga vzame druga, mora to sporočiti sodniku, preden poteče prvi odmor.

## Točkovanje
Moštvo, ki v treh dvajsetminutnih tretjinah igre doseže večje število zadetkov, zmaga in si pridobi dve točki. Če je ob koncu treh regularnih dvajsetminutnih tretjin število doseženih zadetkov enako, se tekma razglasi za neodločeno, vsaka ekipa pa dobi eno točko.

## Prepovedani dogodki
Prepovedani dogodki so, poleg že opisanih napačnih menjav tudi različni drugi dogodki, ki se kaznujejo na različne načine.

### Prepovedan položaj
Igralec moštva, ki napada, ne sme priti v napadalno tretjino pred ploščico, kar pomeni, da je igralec v prepovedanem položaju, če je z obema drsalkama prešel modro linijo napadalne tretjine preden je plošček v celoti prečkal isto črto. V primeru kršitve se začetni met izvaja: 
- na najbližji točki za izvajanje začetnih metov v nevtralni tretjini, če je ploščico spravil čez modro črto igralec moštva, ki napada ali
- na točki, s katere je bila oddana podaja igralcu, ki se je znašel v prepovedanem položaju ali
- na točki za izvajanje začetnih metov v obrambni tretjini moštva, ki je po mnenju sodnikov namerno kršilo pravilo ali
- na krajni točki za izvajanje začetnih metov v obrambni tretjini moštva ki napda, če je bila ploščica podana ali nastreljana.

### Prepovedan dolgi strel
Pri uporabi tega pravila, ki določa, ali gre za prepovedani dolgi strel, je odločilno, kdaj se je igralec zadnjič dotaknil ploščice, ki jo ima v posesti. Če igralec moštva, ki je po številu enako močno ali močnejše od igralcev nasprotnega (ima igralca več na ledu zaradi izključitve igralca nasprotnega moštva), izstreli, udari ali odbije ploščico s svoje polovice ledu za črto vrat nasprotnega moštva, se igra zaustavi in se dosodi prepovedani dolgi strel. Začetni met se izvaja v obrambni tretjini moštva, ki je kršilo pravilo, najbližje mestu zadnjega dotika ploščice.
Prepovedanega dolgega strela ni v naslednjih primerih:
- če ploščica pride v vrata – dosojen je zadetek
- če je moštvo, ki je kršilo pravilo »oslabljeno« v trenutku, ko je bilo kršeno to pravilo
- če se ploščica dotakne nasprotnega igralca, vključno z vratarjem preden prečka črto vrat
- če je bila ploščica poslana prek vsega igrišča naravnost z mesta izvajanja začetnega meta
- če je imel po mnenju sodnika kateri koli igralec razen vratarja možnost igrati s ploščico, preden je ta prečkala črto vrat nasprotnega moštva
- če vratar zapusti vratarjev prostor, ali če se v trenutku prepovedanega dolgega strela nahaja izven svojega prostora in se premakne v smeri ploščice

### Prepovedani dogodki s ploščkom
Plošček zapusti drsališče
Če plošček odleti z igralne površine ali zadene oviro nad njo (razen ograje, stekla ali mreže na ograji) se začetni met izvede tam, od koder je bil poslan ali odbit.
Plošček na mreži
Če se plošček zatakne ali obleži na zunanji strani mreže vrat, ko igra z njim ni trajala dalj kot 3 sekunde, če ga na vratih zaustavita igralca nasprotnih moštev ali se to zgodi kako drugače, sodnik igro prekine in izvede začetni met.
Začetni met se izvede:
- na eni izmed točk za začetne mete v tej tretjini
- če je po sodnikovi presoji tako prekinitev zakrivil napadalec, se bo začetni met izvedel na najbližji točki za začetne mete v srednji, nevtralni tretjini

Plošček izgine iz vidnega polja
Če sodnik zaradi gneče ali zato, ker je igralec slučajno padel na plošček, le-tega izgubi iz vida, mora igro takoj prekiniti in izvajati začetni met tam, kjer je bila igra prekinjena. V primeru, da plošček pokrije vratar, se začetni met izvaja na točki za izvajanje začetnih metov v njegovi obrambni tretjini.
Igra z roko
Igralec sme zautaviti plošček z roko in ga podati sebi. V primeru, da je plošček podal z roko soigralcu je to kršitev, igra pa se zaustavi. Če soigralec dobi ploščico v posest v nevtralni tretjini, se igra ustavi, začetni met pa se izvaja tam, kjer je bil prekršek storjen, razen če je moštvo, ki je kršilo pravilo, s tem dobilo teritorialno prednost. V tem primeru se začetni met izvaja tam, kjer je bila igra zaustavljena. Igra se ne sme zaustaviti ob nobeni podaji z roko igralca v svoji obrambni tretjini, pod pogojem da ploščica ni bila podana izven tretjine. Če je igralec podal ploščico iz nevtralne tretjine v obrambno, se igra prekine, začetni met pa se izvaja tam, kjer je bila igra prekinjena. Če se podaja z roko izvede v napadalni tretjini, sodnik takoj prekine igro, začetni met pa se izvaja na točki za mete v nevtralni tretjini, ki je bliže napadalni. Zadetek se ne prizna, če je ploščico udaril z roko napadalec in se je od katerega koli igralca ali palice, vratarja ali sodnika odbila v vrata.
Brcanje ploščka
Brcanje je dovoljeno v vseh tretjinah, zadetek z brco pa se ne prizna. Če napadalec brcne ploščico in se ta odbije v vrata od igralca (razen od palice napadalca), vratarja ali uradne osebe, se zadetek ne prizna.
Igranje s ploščkom s previsoko dvignjeno palico
Udarjanje ploščka s palico nad normalno višino ramen ni dovoljeno. V tem primeru sodnik prekine igro, razen če je ploščica udarjena tako, da jo doseže nasprotni igralec. V tem primeru mora sodnik razveljaviti previsoko dvignjeno palico s signalom »razveljavitev« (wash out). Če obrambni igralec pošlje plošček kljub igri s previsoko dvignjeno palico, v svoja vrata se zadetek prizna. Če je s previsoko dvignjeno palico udaril ploščico napadalec v napadalni tretjini, se igra zaustavi, začetni met pa se izvaja na najbližji točki v nevtralni tretjini. Če je s previsoko dvignjeno palico udaril ploščico obrambni igralec v obrambni ali nevtralni tretjini, se začetni met izvaja tam, kjer je bil prekršek storjen, razen če je moštvo, ki je kršilo pravilo, s tem dobilo teritorialno prednost. V tem primeru se začetni met izvaja tam, kjer je bila igra prekinjena. Zadetek ne velja, če se je igralec v napadu dotaknil ploščice nad višino prečne vratnice.

## Zadetki
Zadetek je dosojen:
- če ploščica, ki je s palico igralca napadalnega moštva od spredaj usmerjena med vratnici in pod zgornjo prečko, popolnoma preide črto vrat
- če je obrambni igralec kakor koli povzročil, da je ploščica prišla v vrata
- če napadalec strelja s palico, pa se ploščica odbije od katerega koli dela telesa drugega napadalca v nasprotnikova vrata
- če se napadalec, ker ga je obrambni igralec fizično oviral, znajde v prostoru vrat in nato ploščica pride v vrata, medtem ko je ovirani igralec še tam – razen če je imel ovirani igralec po mnenju sodnika dovolj časa, da bi lahko zapustil prostor vrat, pa je ostal tam po svoji volji
- če je ploščica v vratarjevem prostoru prosta in jo nato napadalni igralec pošlje v vrata
- če se ploščica odbije od drsalke igralca v napadu ali v obrambi naravnost v vrata
- če napadalni igralec v vratarjevem prostoru v nobenem primeru ne ovira vratarjevih možnosti za obrambo strela

Zadetek je razveljavljen:
- če je bila s strani napadalnega igralca ploščica namerno brcnjena, vržena, udarjena z roko ali usmerjena v vrata s kakršnim koli drugim sredstvom razen s palico, tudi če se je na poti v gol odbila od katerega koli igralca, vratarja ali sodnika
- če se je napadalec dotaknil ploščice nad višino prečke
- če se je ploščica odbila v vrata naravnost od sodnika
- če napadalec stoji ali drži palico v vratarjevem prostoru v trenutku, ko ploščica preide črto vrat, razen če se je znašel v prostoru vrat, ker ga je fizično oviral obrambni igralec, še preden je ploščica prišla v vrata. Če pa je imel ovirani igralec po mnenju sodnika dovolj časa, da bi lahko zapustil prostor vrat, pa je tam ostal po svoji volji, se zadetek ne prizna
- če so bila vrata premaknjena iz svojega normalnega položaja, oziroma okvir vrat ne leži v celoti na ledu, preden je ploščica prečkala črto vrat
- če se napadalni igralec v vratarjevem prostoru na kakršen koli način dotakne vratarja in njegovo moštvo doseže zadetek
- če se napadalni igralec namerno dotakne vratarja, medtem ko je le ta izven svojega prostora in njegovo moštvo doseže zadetek
- kadar napadalni igralec stoji v vratarjevem prostoru ter mu zastira pogled ali ga kakorkoli drugače ovira pri branjenju vrat in njegovo moštvo doseže zadetek
- kadar je vratar po obrambi s ploščico vred porinjen v vrata. Če je možno je v tem primeru potrebno dosoditi primerne kazni
- če se ploščica nahaja pod igralcem, ki se nahaja v ali v bližini vratarjevega prostora (namerno ali kakorkoli drugače), igralec pa je s ploščico vred porinjen v vrata.

### Točkovanje zadetkov in podaj
V hokeju na ledu se točkujejo zadetki in podaje tik pred zadetkom. Hokejska pravila predvidevajo naslednje točkovanje:
- Vsak igralec lahko ob vsakem golu prejme največ eno točko
- če se ploščica odbije od vratarja, se lahko dosodita dve podaji
- če se pri določitvi strelca ali podajalca zgodi očitna napaka, jo je treba popraviti čim prej, najpozneje pa do podpisa zapisnika. Kasnejše pritožbe niso možne.
- »zadetek« se vpiše v zapisnik zadetkov in je priznan tistemu igralcu, ki je usmeril ploščico v nasprotnikova vrata
- vsak zadetek se vpiše v preglednico strelcev kot ena točka
- ob zadetku se določi enaga ali dva igralca, ki je/sta sodeloval(a) s »podajo« neposredno pred zadetkom
- ob katerem koli zadetku se lahko priznata največ dve podaji
- igralcu se za eno podajo prizna ena točka

## Prekrški in kazni
Prekrški se kaznujejo z različnimi kaznimi, ki so razdeljene tako, vse pa so vštete v čas čiste igre:
- Male kazni
- Male kazni v klopi
- Velike kazni
- Disciplinske kazni
- Disciplinske kazni igre
- Kazni igre
- Kazenski strel

### Male in velike kazni
V primeru male kazni mora igralec, razen vratarja, za dve minuti čiste igre z ledu. Zanj v tem času zamenjava ni dovoljena.
Ko gre za malo kazen v klopi (za kaznovane igralce), mora igralec tistega moštva, ki mu je dosojena, za dve minuti zapustiti led. Vodja ali tehnični vodja ob posredovanju kapetana določi katerega koli igralca razen vratarja. Zanj v tem času zamenjava ni dovoljena. V primeru, da v času, ko moštvo igra oslabljeno zaradi ene ali več malih kazni ali malih kazni v klopi, nasprotno moštvo doseže zadetek, se prva izmed malih kazni avtomatično konča, razen v primeru kadar je bila kazen dosojena istočasno tudi nasprotnemu igralcu, kar je pomenilo, da obe moštvi igrata z igralcem manj. V takem primeru se konča naslednja mala kazen dosojena proti moštvu, ki je prejelo zadetek.
Če je bila igralcu dosojena velika kazen, mora (tudi če je vratar) zapustiti drsališče za preostali čas trajanja tekme (disciplinska kazen igre), zamenjava pa je dovoljena po petih minutah.

### Disciplinske kazni
Disciplinske kazni kateremu koli igralcu, razen vratarju, imajo za posledico deset-minutno odstranitev igralca iz igre. Medtem, ko igralec prestaja disciplinsko kazen, ga lahko njegov namestnik takoj zamenja v igri. Igralec, ki mu je bila dosojena disciplinska
kazen, mora ostati na klopi za kazni do prve prekinitve. Igralec, tudi vratar, ki v isti igri dobi drugo disciplinsko kazen, je avtomatično kaznovan z disciplinsko kaznijo igre in ne more sodelovati v igri do konca tekme. Na ledu ga takoj lahko zamenja njegov soigralec.
Disciplinska kazen igre ne pomeni avtomatičnega suspenza, razen za to igro. Odgovorno telo zveze pa ima pravico podaljšati obdobje suspenza. Na prvenstvenih tekmah in turnirjih je vsak igralec, ki je dvakrat kaznovan z disciplinsko kaznijo igre, avtomatično suspendiran iz naslednje tekme svojega moštva na tem prvenstvu. Kaznovani igralec mora takoj oditi v slačilnico, na ledu pa ga lahko po petih minutah zamenja njegov soigralec. Igralec, ki je kaznovan s kaznijo igre, je suspendiran, kar pomeni, da ne sme nastopati najmanj na naslednji tekmi, vse dokler sporne zadeve ne obravnava odgovorna zveza.

### Kazenski strel
Ko ima igralec plošček »pod nadzorom« v »samostojnem prodoru«, preko modre linije svoje obrambne tretjine in pred seboj nima nasprotnika razen vratarja, ter je nepravilno zaustavljen od zadaj, s čimer mu je bila odvzeta možnost za dosego zadetka, sodnik dosodi moštvu, ki ni kršilo pravila kazenski strel.
Če prekršek vključuje dodatno kazen, se dosodi kazenski strel in dodatne kazni neodvisno od izida kazenskega strela.
Kazenski strel se izvaja takoj, ne glede na to, ali je normalni čas igre v kateri koli tretjini potekel, s pogojem, da je sodnik pustil končati akcijo zaradi prednosti. Izvajanje kazenskega strela nikoli ne sodi v redni čas igre, brani pa ga lahko samo vratar, ki mora ostati v prostoru vrat, dokler se igralec, ki izvaja kazenski strel ne dotakne ploščice. Če vratar pri branjenju kazenskega strela prezgodaj zapusti prostor vrat, mora sodnik to signalizirati z roko, dvignjeno nad višino ramen, in pustiti, da se izvede kazenski strel. Če strel ni uspešen, dovoli ponovitev izvedbe strela. Vratar je v obeh primerih opozorjen. Za drugo enako kršitev bo sodnik vratarju dosodil disciplinsko kazen in vnovično izvedbo strela, ob tretji ponovitvipa bo avtomatično priznal zadetek.
Vratar lahko poskuša zaustaviti strel na kateri koli način, razen z metanjem palice ali kakršnega koli drugega predmeta. Če to stori, se zadetek avtomatično prizna.
Če med izvajanjem kazenskega strela igralec nasprotnega moštva ovira ali moti igralca, ki izvaja strel, in s tem povzroči, da se strel ne posreči, je dovoljen še en poskus, sodnik pa igralcu, ki je motil izvajanje kazenskega strela, dosodi disciplinsko
kazen.
Izvajanje kazenskega strela
Trener ali kapetan moštva, ki ni kršilo pravil, določi nekaznovanega igralca, ki bo izvajal kazenski strel, in svojo odločitev sporoči sodniku, ki se mora pred začetkom izvajanja kazenskih strelov prepričati, da so trenerji obveščeni, kateri igralci so kaznovani z odloženo kaznijo ali pa se pred začetkom izvajanja kazenskih strelov, njihova kazen še ni iztekla.
Igralci obeh moštev se morajo ob izvajanju kazenskega strela umakniti k ogradi za sredinsko črto, sodnik pa postavi ploščico na točko za izvajanje začetnih metov na sredini drsališča.
Izvajalec kazenskega strela s ploščico oddrsa proti vratom nasprotnega moštva in poskuša doseči zadetek. Ko je ploščica izstreljena, se razume, da je kazenski strel končan. Zadetek ne more biti dosežen z drugim udarcem. Če je bil zadetek dosežen, se začetni met izvaja na sredini igrišča, če pa zadetka ni bilo, se začetni met izvaja v tretjini, v kateri je bil izvajan kazenski strel.

## Hokej v Sloveniji
V Sloveniji se je hokej začel igrati leta 1928. Hokej po kanadskih pravilih pa so igrali samo v Ljubljani, pri SK Ilirija. Ker Ilirijani niso imeli nasprotnika, so si sami organizirali še en klub v Kamniku in z njim igrali 7. februarja 1932. To je bila prva uradna hokejska tekma v Sloveniji in tu se začne slovenska hokejska zgodovina. Zmagali so Ilirjani z rezultatom 15:1, pri čemer so Kamničani edini gol dosegli z glavo, kar takrat še ni bilo proti pravilom. Tekma je bila pripravljalnega značaja za premiero pred domačim občinstvom. Ker SK Ilirija ni našel v Jugoslaviji nobenega enakovrednega nasprotnika, je organiziral tekmo s hokejskim klubom KAC iz Celovca, s katerim se je pomeril 21. februarja 1932 v Ljubljani pred 1000 gledalci in izgubil s 12:1. Tekma je bila tudi prva mednarodna hokejska tekma v takratni Jugoslaviji.
Med redkimi domačimi prireditvami tega časa je najbolj omembe vreden hokejski turnir na blejskem jezeru pred hotelom Toplice leta 1934, kjer so poleg Ilirije igrali še WEV z Dunaja, VSV iz Beljaka in FTC iz Budimpešte in promocijska tekma istega leta v mariboru, jer se je Ilirija pomerila z graškim klubom Kastner&Ohler.
Leta 1937 je bila ustanovljena Jugoslovanska Zveza za drsanje in hokej na ledu. Ilirija je v letih 1937 in 1938 po sklepu Zveze osvojila naslov državnega prvaka brez ene same tekme, ker v Jugoslaviji ni imela pravega nasprotnika. Prvo uradno državno prvenstvo v Jugoslaviji je bilo 9. januarja 1939 v Zagrebu. Igral se je turnir, na katerem so zmagali igralci Ilirije (nastopila so še 3 moštva iz Zagreba), podobno je bilo dni kasneje (1940) prav tako v Zagrebu in 1941 v Ljubljani.

### Reprezentanca Slovenije
Leta 1939 je Ilirija nastopila kot državna (Jugoslovanska) reprezentanca na svetovnem prvenstvu v Zürichu, kjer je zasedla predzadnje, 13. mesto. Svojo prvo mednarodno zmago je Jugoslavija dosegla isto leta na turnirju v Bukarešti, kjer je premagala Nizozemsko s 4:2.
Leta 1968 je reprezentanca Jugoslavije (večinoma hokejisti Jesenic in Olimpije) osvojila 1. mesto v skupini B (9. na svetu), vendar se zaradi zmanjšanja skupine A, v to ni uvrstila.  Zopet so 9. mesto osvojili leta 1973 na SP skupine B, leta 1974 pa so bili na SP skupine B v Ljubljani 2.(oz. 8. na svetu), za reprezentanco ZDA. Kasneje so sledile stalne selitve med skupinama B in C in leta 1991 Slovenci zadnjič nastopijo pod zastavo Jugoslavije.
Za Jugoslovansko reprezentanco je nastopilo skupno 144 slovenskih hokejistov (67,7 %) od skupaj 213.
Slovenska reprezentanca je svoje nastope kot samostojna država začela leta 1992 v kvalifikacijah za skupino C, kjer je ostala kar nekaj let, saj je ta skupina zaradi nastopa številnih reprezentanc s področja nekdanje Sovjetske zveze izredno močna.  Leta 1997 se je uvrstila v skupino B, in se leta 2001, z zmago na SP Divizije I (skupina B) v Ljubljani, uvrstila na SP skupine A.  V elitni diviziji je Slovenija ostala 2 leti, na svetovnem prvenstvu 2003 pa je osvojila 15. mesto in izpadla. Že leto zatem si je z zmago v diviziji I ponovno priborila nastop med elito. Na SP 2005 v Avstriji je uspela ostati v skupini, prihodnje leto pa je spet izpadla iz elitne divizije. Po svetovnem prvenstvu 2007 v Ljubljani je Slovenija osvojila prvo mesto v svoji skupini in se spet uvrstila v elitno divizijo ter je leta 2008 sodelovala na svetovnem prvenstvu v Kanadi in tudi tokrat izpadla iz elitne divizije.

### Državna prvenstva
Prvo uradno državno prvenstvo v Jugoslaviji je bilo 9. januarja 1939 v Zagrebu. Igral se je turnir na katerem so zmagali igralci Ilirije (nastopila so še 3 moštva iz Zagreba), leta 1940, tik pred drugo svetovno vojno pa je začelo nastajati novo »hokejsko središče« na Jesenicah. Hokejskima kluboma v Ljubljani in na Jesenicah so se po drugi svetovni vojni postopoma pridružili novi (in tudi ugašali): v Tržiču, Celju, Mariboru, Kranju, Brežicah, Velenju, Prevojah, Vevčah, Zalogu, Kranjski Gori in na Bledu.
Jeseniški hokejisti so prvi naslov državnega prvaka osvojili leta 1957 in ga osvajali neprekinjeno vse do leta 1971. V tem času so dobili kar 163 tekem in le 4 izgubili. V šestdesetih letih se uveljavi tudi nova ljubljanska ekipa Olimpija Ljubljana in rivalstvo med tema tekmecema privablja številne gledalce na hokejske tekme še danes. Olimpija je tudi klub, ki je leta 1972 prekinil jeseniško prevlado v hokeju. Konec osemdesetih let, podobno kot po drugi svetovni vojni, pa srbski in hrvaški klubi, okrepljeni s slovenskimi hokejisti, prekinejo zmagoslavja slovenskih klubov.
Slovenski klubi so v bivši SFRJ osvojili kar 33 naslovov državnih prvakov (Jesenice 23, Olimpija 8, Ilirija 2) v šestinštiridesetih (46) prvenstvih.
V sezoni 1991/1992 se je pričelo 1. državno prvenstvo samostojne Slovenije.
Državni prvaki Slovenije: 

1991/1992 Acroni Jesenice

1992/1993 Acroni Jesenice

1993/1994 Acroni Jesenice

1994/1995 Olimpija Hertz Ljubljana

1995/1996 Olimpija Hertz Ljubljana

1996/1997 Olimpija Hertz Ljubljana

1997/1998 Olimpija Hertz Ljubljana

1998/1999 Olimpija Ljubljana

1999/2000 Olimpija Ljubljana

2000/2001 Olimpija Ljubljana

2001/2002 ZM Olimpija Ljubljana

2002/2003 ZM Olimpija Ljubljana

2003/2004 ZM Olimpija Ljubljana

2004/2005 Acroni Jesenice

2005/2006 Acroni Jesenice

2006/2007 ZM Olimpija Ljubljana

2007/2008 Acroni Jesenice

2008/2009 Acroni Jesenice
Danes je v Sloveniji registriranih le nekaj čez 200 članskih hokejistov oz. okoli 1000 hokejistov vseh starosti in spolov.
V zadnji sezoni (2008/09) je v tekmovanjih za državno prvenstvo nastopalo 11 klubov: HDD Tilia Olimpija , HK Acroni Jesenice, HK Slavija Ljubljana-Zalog, HK Triglav, Kranj, HDK Maribor, HD Mladi Jesenice , HS Toja Olimpija, Ljubljana, HK Alfa, Ljubljana-Vevče, HK MK Bled ter v mlajših kategorijah tudi HK Celje in HDD Bled.